# Liščí hora (Krkonošské podhůří)
Liščí hora (612 m n. m.) je plochý vrchol s příkrým severním a SZ svahem ve východní části Krkonošského podhůří. Leží zhruba 9 km jižně od Trutnova a 1 km jižně od Hajnice. Přibližně 470 m od vrcholu směrem k západu stojí v nadmořské výšce 609 m anténní stožár. Na jihozápadní části vrcholové plošiny se rozprostírá osada Hajnice s mnoha roubenými chalupami typickými pro tuto oblast. Hora leží v povodí Běluňky a Drahyně a je zalesněna. Na vrcholu je schránka s vrcholovou knihou.

## Externí odkazy

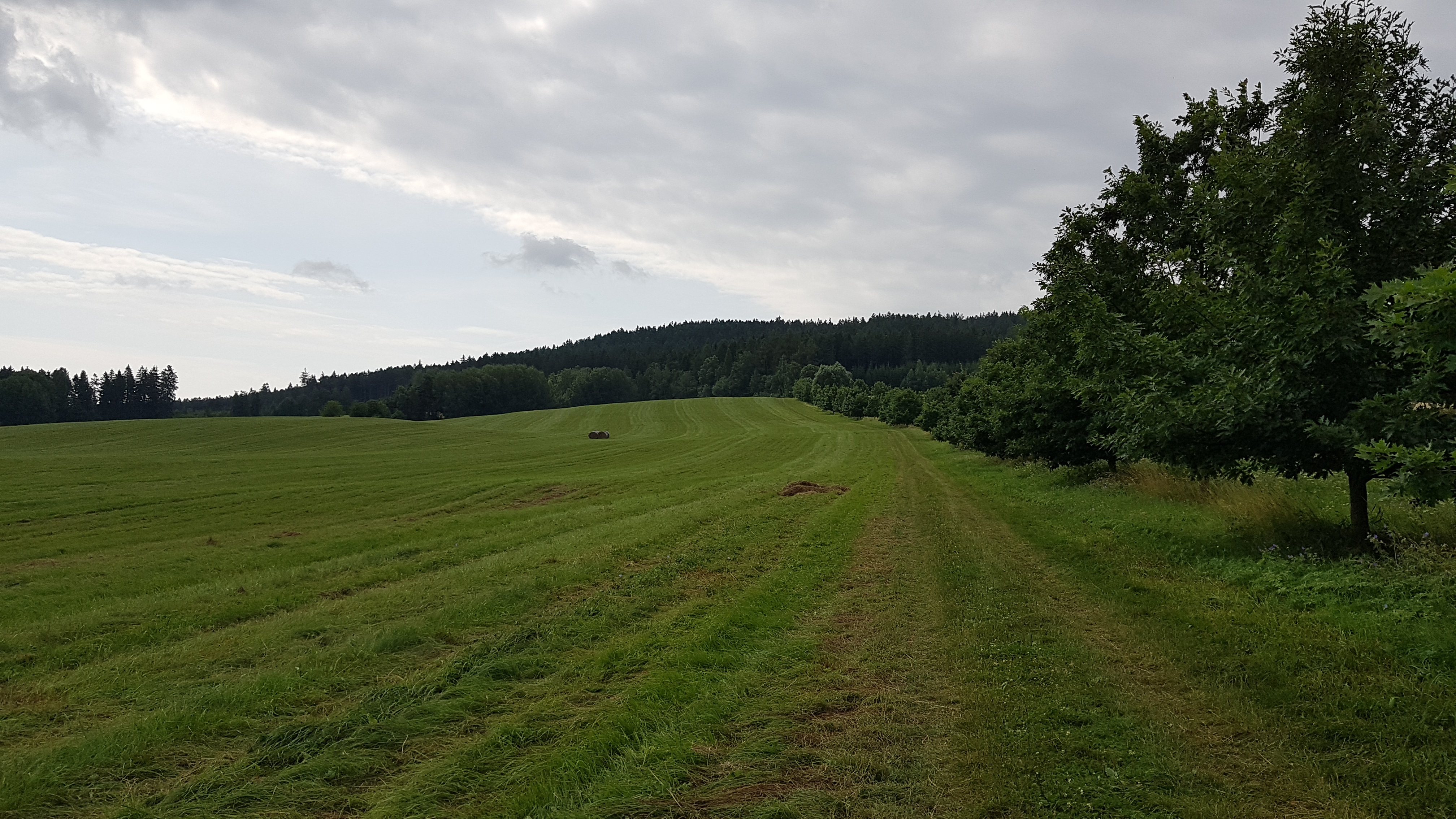